# 幻魔大戦シリーズ
幻魔大戦シリーズ（げんまたいせんシリーズ）は、1967年に『週刊少年マガジン』に連載された漫画『幻魔大戦』に始まるSF作品シリーズ。平井和正と石森章太郎の共作による作品と、平井と石森が別々の構想で執筆した作品がある。1980年代時点で累計部数は2000万部を記録している。

## 作品概要
1967年に『週刊少年マガジン』で連載開始となった漫画『幻魔大戦』が最初の作品である。雑誌連載中および初期の単行本では、原作が「平井和正/いずみ・あすか」、作画が「石森章太郎」となっていたが、「いずみ・あすか」というのは石森の別名である。なお、後年に発行された扶桑社の文庫版には「いずみ・あすか」の名は含まれていない。
過去・現在・未来を通じて宇宙全域の消滅を企てる幻魔が、多くの惑星文明を破壊した後に地球に到着する。それらの種族の生き残り戦士であるフロイとベガが、地球の超能力者たちを目覚めさせ、幻魔との戦い（幻魔大戦）に備えさせるというところから物語が始まる。
しかし少年マガジン版は、人類の破滅を示唆する形で打ち切りとなった。
1971年、平井と石森の共作により、漫画と小説の折衷的な作品『新幻魔大戦』が『S-Fマガジン』で連載される。少年マガジン版とは異なる時間軸の1999年、人類が幻魔によって滅ぼされるが、1人の超能力少女が歴史を書き換えるために江戸時代に跳ぶという物語である。しかし、こちらも中断する。
1979年、平井と石森が個別にシリーズを継続することになり、平井は小説『真幻魔大戦』、石森は漫画『幻魔大戦』（リュウ版）の連載を始めた。前者は少年マガジン版とは別の時間軸の現代、後者は少年マガジン版の約1000年後の世界から、それぞれ物語が始まる。
その後、平井は少年マガジン版を小説として書き直すという趣旨で小説『幻魔大戦』の連載も始めたが、途中から小説独自の展開になる。
『真幻魔大戦』および小説版『幻魔大戦』はベストセラーになり、SF作家平井和正のライフワーク作品として知られるようになった。ハルマゲドン（最終戦争）ものの代表作とも評される。また、前世から転生した超能力者たちが悪の勢力と戦うというモチーフは、新宗教と精神世界へも影響を与え、オカルト雑誌の投稿欄には、戦士症候群と呼ばれる前世の記憶を共有する仲間探しが氾濫するきっかけともなった。ノストラダムスの1999年に人類が絶滅するという解釈の予言から触発されたことを平井自身が明らかにしており、『新幻魔大戦』で世界が破滅するのは1999年になっている。
しかしリュウ版『幻魔大戦』、『真幻魔大戦』、小説版『幻魔大戦』のいずれも未完となる。
その後、平井により『その日の午後、砲台山で』が2004年、『幻魔大戦deep』が2005年、そして実質的な幻魔大戦シリーズ完結編『幻魔大戦deepトルテック』が2008年に刊行された。
2014年、七月鏡一脚本、早瀬マサト・石森プロ作画による、シリーズ続編の漫画『幻魔大戦 Rebirth』が開始された。

### 幻魔大戦（少年マガジン版）
1967年、『週刊少年マガジン』（講談社）に平井和正と石森章太郎との共作として連載された。
超能力に目覚めた主人公が、宇宙的規模の敵・幻魔と闘わねばならない運命に直面し、世界中の超能力者を結集するために苦闘する姿が描かれた。しかし連載は、地球に急接近するドクロ模様の月と、その前に立ち尽くすかのように見える超能力者たちを描いた見開きの絵をもって、人類の敗北を暗示して終了する。

### 新幻魔大戦
少年マガジン版の打ち切り後、ストレートな形での続編ではない『新幻魔大戦』が、SF小説誌『S-Fマガジン』（早川書房）で1971年から連載された。平井と石森の共作による。
少年マガジン版とは別の時間軸（＝東丈が存在しない世界）の破滅した未来から江戸時代に遡り、幻魔に対抗できる超能力一族を産み出すという構想により、『幻魔大戦』シリーズにタイムリープやパラレルワールドといった概念を導入した。さらに『アダルト・ウルフガイ』シリーズとのつながりも示唆された。当初は純然たる漫画であったが、途中から平井の文に石森の絵がつくという絵物語と漫画の折衷になっていき、やがて完結することなく中断を迎える。その後、平井の単独執筆による小説版も発表されたが、内容はほぼ同じである。
1979年以降は、平井と石森の2人は個別に『幻魔大戦』シリーズを継続することとなった。

### 真幻魔大戦
平井は1979年から、『SFアドベンチャー』（徳間書店）誌上で小説『真幻魔大戦』を連載した。これは『新幻魔大戦』を受けて、幻魔に勝利する未来を描くとの構想で開始され、『SFアドベンチャー』の巻頭を飾る人気作品になる。しかし、『真幻魔大戦』は主人公・東丈が失踪して復帰しないまま、物語が時空を次々と跳躍して進行した末、完結には至らなかった。

### 幻魔大戦（リュウ版）
一方の石森も1979年から、同じく徳間書店の漫画誌『リュウ』に『幻魔大戦』を連載した。これは、少年マガジン版で破滅を迎えた後の未来世界を舞台とする。しかしその後、リュウ版『幻魔大戦』は打ち切りとなる。

後に『幻魔大戦 神話前夜の章』のタイトルで文庫化された。

### 幻魔大戦（小説）、ハルマゲドン
平井にとって本命となる作品は、完結編として人類の勝利を描く『真幻魔大戦』だった。『真幻魔大戦』は、少年マガジン版『幻魔大戦』と『新幻魔大戦』を受ける形で成立していた。そこで補完の意味もあり、少年マガジン版『幻魔大戦』を平井は小説化する。
少年マガジン版『幻魔大戦』の小説化である『幻魔大戦』は小説誌『野性時代』（角川書店）に連載され、角川文庫から刊行された（これが後に角川映画によるアニメ映画に繋がっていく）。
しかし、本来ならリメイク程度にとどめるはずだった小説版『幻魔大戦』は、漫画版における幻魔との超能力合戦から独自に発展し、完全に漫画版とは異なるパラレルワールドを形成した。主人公・東丈が失踪したまま小説版『幻魔大戦』は終了し、そのストレートな続編『ハルマゲドン』に至っても収束せずに未完となる。

### ハルマゲドンの少女
『真幻魔大戦』、小説版『幻魔大戦』のシリーズ2作を並行して手がけていた最中の平井が、シナリオ形式で執筆したもの。「シナリオノベル」と銘打って発表された。少年マガジン版『幻魔大戦』、『真幻魔大戦』、小説版『幻魔大戦』の架け橋となる作品。

### その日の午後、砲台山で
『幻魔大戦シリーズ』や『地球樹の女神』などの平井作品のキャラクターが登場する、クロスオーバー作品。平井単独執筆。

### 幻魔大戦deep
『幻魔大戦』の映像化の企画が持ち上がり、平井はそのミーティングに出席するなどしていた（企画はその後、頓挫する）。この企画や『その日の午後、砲台山で』執筆などが契機となり、約20年ぶりに平井は本作で、本格的に幻魔大戦シリーズを再開する。

### 幻魔大戦deepトルテック
『幻魔大戦deep』の続編で、平井による実質的な幻魔大戦シリーズの完結編。「幻魔大戦40年の集大成 巨匠畢竟の最終回答」とケースカバーに記されている。また版元のe文庫は「幻魔大戦は、『幻魔大戦deepトルテック』で完結しています。」とツイートしている。ただし、平井自身は2009年に「幻魔大戦はまだまだ終わりを告げる気配もない」と記していた。

### 幻魔大戦 Rebirth
七月鏡一の脚本、早瀬マサト・石森プロの作画による漫画（平井、石ノ森は「原作」表示）。2014年に小学館のウェブサイト『クラブサンデー』において配信開始、後に『サンデーうぇぶり』に移籍して2019年12月27日まで配信された。少年マガジン版の続編のように見えながらも、シリーズ全体を内包した物語を企図している。そのため、他の幻魔大戦シリーズの諸作品から、登場人物やセリフ、シーンその他の要素が取り入れられている。また、平井の他の小説、石ノ森の他の漫画のキャラクターも登場するクロスオーバー作品にもなっている。

## 作品リスト

### 漫画
| タイトル         | 掲載誌                                                     | 掲載年              | 作者                                                                   | 備考     |
| ---------------- | ---------------------------------------------------------- | ------------------- | ---------------------------------------------------------------------- | -------- |
| 幻魔大戦         | 雑誌『週刊少年マガジン』                                   | 1967年初出          | 原作：平井和正・石ノ森章太郎（共同） 漫画：石ノ森章太郎                | 打ち切り |
| 新幻魔大戦       | 雑誌『S-Fマガジン』                                        | 1971年 - 1974年初出 | 平井和正・石ノ森章太郎                                                 | 未完     |
| 幻魔大戦         | 雑誌『リュウ』                                             | 1979年 - 1981年初出 | 石ノ森章太郎                                                           | 打ち切り |
| 幻魔大戦 Rebirth | Webコミック誌『クラブサンデー』 『サンデーうぇぶり』に移籍 | 2014年 - 2019年初出 | 原作：平井和正・石ノ森章太郎 脚本：七月鏡一 漫画：早瀬マサト・石森プロ | 完結     |

### 小説
平井和正による単独執筆
- 新幻魔大戦（雑誌『S-Fマガジン』同名連載漫画作品の原作小説。同人誌「ウルフ」1975年に一部初出、1978年初単行本化により全初出）
- 幻魔大戦（雑誌『野性時代』1979年 - 1983年初出。週刊少年マガジン版の小説化のはずが独自のストーリーへ発展）
- 真幻魔大戦（雑誌『SFアドベンチャー』、ムック『平井和正の幻魔宇宙I〜IV』1979年 - 1984年初出。新たなメインストーリー）
- ハルマゲドンの少女（ムック『平井和正の幻魔宇宙II〜IV』1983年 - 1984年初出）
- 少年マガジン版『幻魔大戦』原作ストーリー（単行本『平井和正ライブラリー 幻魔大戦』第七集1987年初出。1967年に少年マガジン版原作用シナリオとして執筆されたもの。小説体で執筆）
- ハルマゲドン―第二次幻魔大戦（単行本『平井和正ライブラリー 幻魔大戦』第八集1987年初出。実際の主な執筆時期は1983年[6]。）
- その日の午後、砲台山で（e文庫よりCD-ROM『地球樹の女神-最終版-』に収録2004年初出）
- 幻魔大戦deep（e文庫より携帯電話用向け電子書籍として発表2005年初出。メインストーリーの平行世界にて展開。）
- 幻魔大戦deepトルテック（e文庫より単行本化2008年初出。幻魔大戦deepの続編。）
  - 雛崎みちるを主人公とする短編『少女のセクソロジー』『少女のセクソロジーII』を併載。

## 各作品のあらすじ
幻魔大戦（石ノ森章太郎と平井和正の共作）
詳しくは、幻魔大戦#あらすじを参照。
新幻魔大戦（漫画、小説/漫画版は共作、小説版は平井和正単独作品）
詳しくは、新幻魔大戦#あらすじを参照。
幻魔大戦（漫画/月刊リュウ版/石ノ森章太郎単独作品）
詳しくは、幻魔大戦 神話前夜の章#あらすじを参照。
真幻魔大戦（小説/平井和正単独作品）
詳しくは、真幻魔大戦#ストーリーを参照。
幻魔大戦（小説/野性時代版/平井和正単独作品）
詳しくは、幻魔大戦 (小説)#あらすじを参照。
ハルマゲドン―第二次幻魔大戦（小説/平井和正単独作品）
詳しくは、幻魔大戦 (小説)#あらすじを参照。
ハルマゲドンの少女（小説/平井和正単独作品）
詳しくは、ハルマゲドンの少女#ストーリーを参照。
その日の午後、砲台山で（小説/平井和正単独作品）
作家平井和正が自らの小説世界に引き込まれたことを発端とした、『地球樹の女神』や『幻魔大戦シリーズ』の登場人物なども巻き込んだドタバタ劇は、東丈の登場により終息？する。
幻魔大戦deep（小説/平井和正単独作品）
幻魔の侵攻を受けなかったパラレルワールドの21世紀で、姉三千子と暮らしていた東丈は、あるきっかけにより別次元に移動し事件に対処する。
幻魔大戦deepトルテック（小説/平井和正単独作品）
東丈の義娘雛崎みちるは、15億人が犠牲になるという大規模災害を回避するため、多元宇宙を跳び、東西南北4人の女トルテック（呪術師）集結を目指す。戦争芸術家のミスティーこと幻魔シグは、中国大陸を破壊しようとしていた。みちるは幻魔シグの封印に成功する。
幻魔大戦 Rebirth（漫画）
詳しくは幻魔大戦 Rebirthを参照。

## 主な用語
幻魔大戦世界はパラレルワールドとなっており、用語は時代・分岐を超えて非常に多岐にわたっているが、基本的に同一の世界設定に基づいていると解釈する。また同一用語が複数の作品に登場するケースが多い。そのため、用語欄には登場する作品に応じて、以下の略称を付与する。
- 【マガ】少年マガジン版『幻魔大戦』
- 【映画】アニメ映画版『幻魔大戦』
- 【新】『新幻魔大戦』
- 【神話】リュウ版『幻魔大戦』（神話前夜の章）
- 【真】『真幻魔大戦』
- 【小説】小説版『幻魔大戦』
- 【ハル】『ハルマゲドン』
- 【少女】『ハルマゲドンの少女』
- 【砲台】『その日の午後、砲台山で』
- 【deep】『幻魔大戦deep』
- 【トル】『幻魔大戦deepトルテック』
- 【Rebirth】『幻魔大戦 Rebirth』

悪霊教団
【小説】幻魔と化した江田四朗を中心とした反GENKEN組織。正式名称は不明。世田谷の観音寺を本拠とする。杉並、世田谷の番長組織を取り込み勢力を伸ばす。
東家
作品ごとに家族構成が異なる。
| 作品        | 主人公（丈） | 姉（三千子） | 弟（卓）    | 父（竜介）     | 母             | 弟の妻      | 弟の娘      | 妻          | 義理の娘    | 義理の息子  | 備考    |
| ----------- | ------------ | ------------ | ----------- | -------------- | -------------- | ----------- | ----------- | ----------- | ----------- | ----------- | ------- |
| 【マガ】    | 登場         | 登場         | 登場        | 回想でのみ登場 | 回想でのみ登場 |             |             |             |             |             |         |
| 【映画】    | 登場         | 登場         |             |                |                |             |             |             |             |             |         |
| 【小説】    | 登場         | 登場         | 登場        | 登場           | 故人           |             |             |             |             |             |         |
| 【新】      | [注 7]       |              |             |                |                |             |             |             |             |             | [注 8]  |
| 【真】      | 登場         | 登場         | 登場        | 故人           | 故人           | 登場[注 9]  | 登場[注 10] |             |             |             |         |
| 【deep】    | 登場         | 登場         | 失踪        | 故人           |                | 登場[注 11] | 登場[注 12] | 登場[注 13] | 登場[注 14] | 登場[注 15] | [注 16] |
| 【トル】    | 登場         |              |             |                |                |             | 登場[注 17] |             | 登場[注 14] |             |         |
| 【Rebirth】 | 登場         | 登場         | 登場[注 18] |                |                |             |             |             |             |             |         |
偉大な種族
【新】クリストファー・フェレイラの儀式で召還された大鴉が自らをこう名乗った。
【真】犬神の一族が自らをこう呼ぶ。
偉大な種族の大いなる遺産
【新】山本千之助の幻視で、唯一東丈が受け継ぐ事が出来るとルーナが言った。
宇宙意識体
【小説】【真】【Rebirth】高次元意識体のさらに上位階層に位置する意識体。フロイ等、神の如きもの。
宇宙意志
【トル】卑小な人格を持たない。精霊。全ての宇宙の中心的存在である“無限”から間断なくエネルギーを送り出す。トルテックを宇宙意志の通路として使う。
観音寺
【小説】江田四朗の悪霊教団が本拠地とする寺。普段は結界が張られており近づけない。
黒バラ会
【小説】木村市枝が頭をつとめる不良少女グループ。
黒薔薇会
【deep】北村泉が不良少女時代に属していたグループ。
正雪戦記
【真】東丈が高校生向け学習雑誌に連載している小説。
【deep】東丈の作品。映画プロデューサーの目に止まるが、丈はすぐに辞退した。
真の救世主
【小説】人類を光のネットワークに導き、幻魔を打ち倒す者。東丈が提唱し、真の救世主が出現した際の箱舟となるべくGENKENを組織した。丈は自身が救世主であるとは考えていない。
【真】東丈の事。大いなる計画の鍵。丈は自身が真の救世主である事を自覚できなかったため、覚醒が遅れた。覚醒後、失踪する。
精霊会議
【少女】米国超能力者協会と敵対する組織。詳細は不明。
大宇宙意識体
【小説】【真】宇宙意識体のさらに上位階層に位置する意識体。造物主、神。
大連盟
【マガ】【小説】【真】宇宙の知的種族による対幻魔戦線。艦隊司令官はベガ。
大連盟地球戦団
【マガ】【小説】フロイによりルナが司令官に任命される。参謀はベガ。
創る者
【真】時空の関門を各地に創った。東丈の魂を持つ者。
継ぐ者
【真】ムーンライト（お時）、杉村優里、蘭、大角重らの事。
土寇
【真】サタンら地球の魔族となった幻魔を侵攻軍の幻魔が侮蔑して呼ぶ。本来は土民による一揆の意味。
七つの太陽
【真】カリフォルニアを本拠とする闇の教団。サタンの支配下と考えられる。
ベアトリスの釵（かんざし）
【新】ベアトリスが念を込めた銀の平打の釵。お時に託される。本来奇形のため生まれる前に死んでしまう超能力者の出産を助けたり、魔に対抗する力がある。釵の力により、おみちからは山本千之助が、おまきからはお蝶が誕生した。
【真】ムーンライト（お時）が引き続き所有している。ムーンライトの失踪後、蘭が預かっており、東丈に渡した。丈は渡米の際に釵を日本に置き忘れてしまい、丈の失踪後は杉村優里が所有したが、飛鳥時代で小笠の大足に奪われてしまう。
【Rebirth】ミス・クロノ（お時）が、イワン・ウイスキーに使命を伝えるために使用。
米国超能力者協会
【小説】ルナの要請でミスタ・メインが財団から拠出し設立した、アメリカの超能力者団体。大連盟地球戦団の母体となるはずだった。超能力検定を実施する。世界超能力者会議を主催し、日本の東丈、高鳥慶輔を招待した。丈が失踪した為、代理で杉村由紀が渡米した。
【少女】渡米した東三千子、木村市枝が合流した。
護る者
【真】継ぐ者を守護する事が義務付けられた存在。犬神一族等。
看る者
【真】看視者。犬神一族等。
CRA
【真】大角重が設立した、GENKENの再興を目的とする会。宇宙再生協会の意味。【小説】におけるGENKENのメンバーが多く参加している。現在は重の妹、三和子が2代目会長を務める。
GENKEN
【小説】東丈と久保陽子が設立した、青林学園高校文芸部の分科会を母体とした団体。幻魔研究会の略称だが、対外的には超常現象研究会の略称としている。大連盟地球戦団における日本の組織を目指していた。しかし主宰者の東丈が突然、失踪する。井沢郁江が会長の代行をするが、会は混迷の様相を呈してくる。
【deep】東丈は偽救世主だった。
【Rebirth】別の世界の記憶を持つある人物の回想の中で登場。
GENKENに関する考察
【deep】東丈のパソコンに保存されていたワード文書。400字詰め換算で50枚程の分量。作成日は1995年12月8日だが、丈には全く記憶がない。
RMA
【ハル】高鳥慶輔が設立した、高鳥を霊の主と仰ぐ集団。
SUN
【deep】海外の有名なトンデモ新聞。サンシャイン・ボーイが死にかけの重病人を完全治癒したと書きたてた。

## 派生作品

### 劇場アニメ
- 幻魔大戦（映画 1983年） - 少年マガジン版および小説版『幻魔大戦』序盤を原作とする。

### テレビアニメ
- 幻魔大戦 神話前夜の章（テレビアニメ 2002年 AT-X） - リュウ版を原作とする。

### その他
- 超能力戦士ジェネス（漫画と小説で表現した作品/永井泰宇・永井豪共作）1983年 - 1984年
- 真幻魔大戦（同名小説のイメージ・アルバム/難波弘之）1984年
- 生頼範義イラストレーションII《幻魔世界》（画集/生頼範義）1983年 徳間書店
  - 生頼範義イラストレーション〈幻魔世界〉（電子書籍・増補版）2016年 KADOKAWA
- extra幻魔大戦（小説版『幻魔大戦』の角川文庫版で第4巻以降を自費出版でコミカライズ/作画：NN）2018年 -
- 生賴範義原作小説イラスト版「サイボーグ戦士 ベガ」像特製フィギュア（原型製作/竹谷隆之）2018年
- 生賴範義画集〈幻魔〉（画集/生頼範義）2019年 復刊ドットコム

## 備考
- 平井和正単独による小説版の挿絵・カバーイラストは、雑誌掲載時および初出単行本では、それまで『ウルフガイ』シリーズなど多数の平井作品を手掛けていた生頼範義が担当。その後の単行本では、加藤直之、大友克洋、山田章博、寺田克也、泉谷あゆみらがイラストを描いている。
- 平井は単独のヒーローである『8マン』に関わったが、群像としてのヒーローを描いた石森の『サイボーグ009』に影響を受けた。ただ、9人というのは多すぎるという発想があって、『幻魔大戦』の構想につながった、と述べている。
- 『ハルマゲドン』の一部と二部では初出の箱入りハードカバー版と、次に発刊された新書版とでは順番が逆になっている。また新書版では数枚分の加筆が行われている。
- 平井は『ハルマゲドン』を指して「これはルシフェル伝」と明言している。
- 漫画版及び小説版『新幻魔大戦』の初出時のタイトルは『新・幻魔大戦』。『真幻魔大戦』の初出時のタイトルは『真・幻魔大戦』だった。
- 小説版『幻魔大戦』は、当初少年マガジン版のノベライズを目的として書かれたため、印税は全巻、少年マガジン版の共同原作者であった石ノ森との折半になっている[7][8]。
- 平井はアニメ映画版『幻魔大戦』には全くコミットしていないとの理由で、原作料を含めてアニメ化に関する諸権利を放棄している。
- 初出当初の出版社名から、小説版『幻魔大戦』は角川幻魔、『真幻魔大戦』は徳間幻魔と呼ばれることがある。さらに小説版『幻魔大戦』は「無印幻魔大戦」、小説決定版「幻魔大戦」、決定版「幻魔大戦」と呼称されることもある。
- 平井による幻魔大戦シリーズの小説は、発行部数が累計2000万部を超えている[9]。
- 平井が『真幻魔大戦』と小説版『幻魔大戦』を並行して執筆していた時期の、月産原稿枚数は600枚程だった（下書きの後、清書を行っていたため、実際は1200枚程だった）[10]。